# Суворов, Александр Иванович (1914—1951)

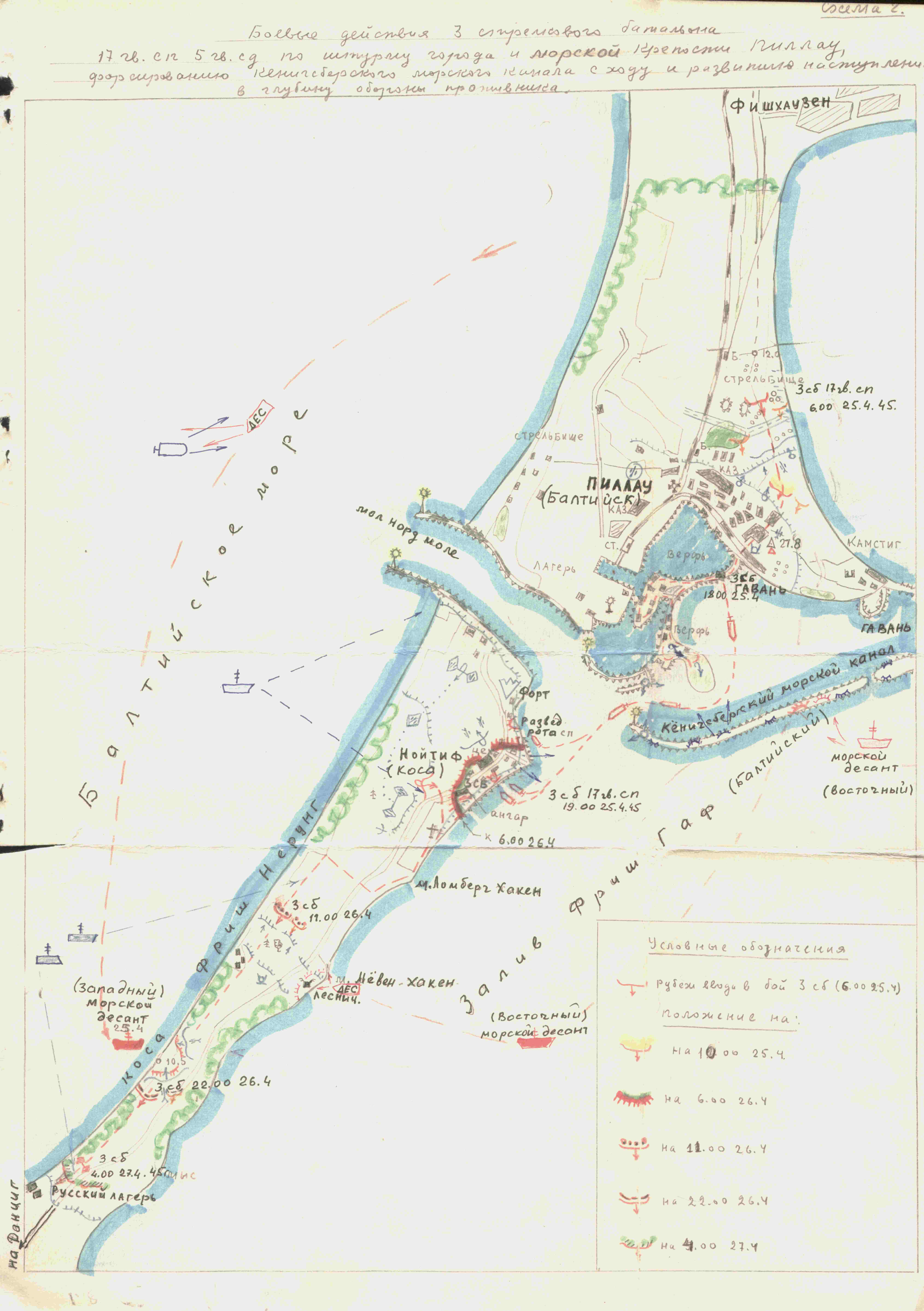
Боевые действия 3-го сб 17 гв. сп 5 гв. сд (комбат А.Дорофеев) в штурме Пиллау(Балтийск), при форсировании пролива Зеетиф, высадке десанта и захвате плацдарма на косе Фрише-Нерунг.

Александр Иванович Суворов (16 августа 1914 — 4 октября 1951) — Герой Советского Союза. Командир миномётного взвода 3-го стрелкового батальона, 17-й гвардейский ордена Суворова стрелковый полк, 5-я гвардейская Городокская ордена Ленина Краснознамённая ордена Суворова стрелковая дивизия, 11-я гвардейская армия, 3-й Белорусский фронт. Член ВКП(б)/КПСС.

## Биография
Суворов Александр Иванович родился 16 августа 1914 года в селе Ратчино, ныне Шарлыкский район, Оренбургская область, в семье крестьянина. Русский.
Окончил 4 класса. Работал в колхозе.
В 1936—1937 и 1940—1951 годах служил в Красной Армии, учился на курсах младших лейтенантов.
С начала Великой Отечественной войны до победы над Германией воевал на Западном, Калининском и 3-м Белорусском фронтах, участвовал в оборонительных боях под Калинином, Ржевом, в освобождении Белоруссии, Литвы, разгроме врага на территории Восточной Пруссии. Трижды ранен.

## Подвиг
В ночь 26 апреля 1945 года командир миномётного взвода гвардии младший лейтенант Суворов А. И. в составе передового отряда 17-го гвардейского стрелкового полка под командованием командира 3-го стрелкового батальона гвардии майора А. В. Дорофеева в числе первых на автомобилях-амфибиях под непрерывном огнём противника форсировал пролив Зеетиф, соединяющий Балтийское море с заливом Фришес-Хафф (ныне Калининградский залив) и высадился на косе Фрише-Нерунг. Батальон, поддерживаемый миномётным взводом Суворова А. И., захватил плацдарм, отразил две контратаки противника и обеспечил успешную высадку второго эшелона батальона под командованием капитана Чугуевского Л. З. Отбив третью, четвёртую и пятую контратаки, пленил около 480 немцев и обеспечил высадку остальных сил десантов полка подполковника Банкузова А. И. Батальон перерезал косу и соединился с десантом моряков Балтийского флота в районе местечка «Русский лагерь». В результате отступающие из Пиллау гитлеровцы (более 6000 человек) были отрезаны от основных частей и впоследствии капитулировали.
За бой на плацдарме в мае 1945 года, удостоен звания Героя Советского Союза.
В 1948 году окончил КУОС старший лейтенант, проходил службу в Лиепайском райвоенкомате Латвийской ССР.
Умер А. И. Суворов 4 октября 1951 года от фронтовых ран.

## Память
- Имя Героя высечено золотыми буквами в зале Славы Центрального музея Великой Отечественной войны в Парке Победы города Москва.
- Установлен надгробный памятник на могиле Героя.

## Награды
- Медаль «Золотая Звезда»[1];
- орден Ленина[2];
- орден Красной Звезды[3];
- две медали «За отвагу»[4][5] (приказы 46-му гв. сп 16-й гв. сд № 03/н от13 .04.1943, и № 012/н от 30.97.1943);
- медаль «За боевые заслуги» (1950, за 10-летнюю выслугу лет);
- медаль «За победу над Германией в Великой Отечественной войне 1941-1945 гг.» (9 мая 1945[6]);
- медаль «За взятие Кёнигсберга» (9 июня 1945[7]);
- медаль «30 лет Советской Армии и Флота»[8].